# Узалудна пљачка
Узалудна пљачка или Убиство (енгл. The Killing) амерички је филм ноар из 1956. у режији Стенлија Кјубрика и продукцији Џејмса Б. Хариса. Сценарио су написали Кјубрик и Џим Томпсон на основу романа Лака шанса Лајонела Вајта. Главне улоге у филму тумаче: Стерлинг Хејден, Колин Греј, Винс Едвардс, Џеј К. Флипен, Елиша Кук Млађи, Мари Виндзор и Тед де Корсија.
Квентин Тарантино је говорио о утицају који је овај филм имао на њега када је снимао Уличне псе из 1992.

## Радња
Џони Клеј је искусни криминалац који планира своју последњу пљачку пре него што се смири и ожени Феј. Он планира да украде 2 милиона долара из просторије за бројање новца на хиподрому. Џони окупља тим који се састоји од корумпираног полицајца, хиподромског благајника који ће му омогућити приступ стражњој просторији, стрелца који ће упуцати фаворизованог коња током трке како би одвратио пажњу публике и спречио исплату добитака, рвача који ће такође омести пажњу изазивањем туче на хиподрому, и хиподромског бармена.
Џорџ Пити, благајник, говори својој жени Шери о предстојећој пљачки. Шери је огорчена на Џорџа јер није испунио обећање да ће се обогатити које је дао када су се венчали, па се Џорџ нада да ће је причом о пљачки импресионирати и спречити је да га напусти. Шери му у почетку не верује, али, након што сазна да је пљачка стварна, ангажује свог љубавника Вала Кенона да украде новац од Џорџа и његових сарадника.
Пљачка је успешна, иако је чувар паркинга упуцао стрелца и убио га. Завереници се окупљају у стану где треба да се састану са Џонијем и поделе новац. Пре него што Џони стигне, Вал се појављује са сарадником да их задржи. Долази до пуцњаве и тешко рањени Џорџ излази као једини преживели. Он одлази кући и пуца у Шери пре него што се сруши.
Стигавши у стан, Џони види Џорџа како се тетура по улици и зна да нешто није у реду. Купује највећи кофер који може да пронађе и угура сав новац у њега. На аеродрому, Џони и Феј су принуђени да предају превелики кофер као обичан пртљаг. Џони невољно пристаје. Док њих двоје чекају да се укрцају у авион, кофер пада са возила за пртљаг на земљу и отвара се, а новчанице унутар њега односе налети пропелера авиона.
Феј и Џони покушавају да побегну, али не успевају да позову такси пре него што их полиција види. Феј позива Џонија да побегне, али он одбија, мирно прихватајући узалудност. Док мрмља „Која је разлика?”, прилазе му два полицајца и приводе га.

## Улоге
| Глумац          | Улога                 |
| --------------- | --------------------- |
| Стерлинг Хејден | Џони Клеј             |
| Колин Греј      | Феј                   |
| Винс Едвардс    | Вал Кенон             |
| Џеј К. Флипен   | Марвин Ангер          |
| Елиша Кук Млађи | Џорџ Пити             |
| Мари Виндзор    | Шери Пити             |
| Тед де Корсија  | полицајац Ренди Кенан |
| Џо Сојер        | Мајк О’Рајли          |